# Атака дронов на аэропорт Псков
Атака украинских беспилотных летательных аппаратов на международный аэропорт совместного базирования «Псков» имени Княгини Ольги, на котором дислоцируются самолёты Ил-76 тяжёлой военно-транспортной авиации Российской Федерации — первая в истории современной России атака иностранного государства на территорию города Пскова Псковской области. 
Ответственность за атаку беспилотниками взяло на себя Главное управление разведки Минобороны Украины.

## Ход нападения
Вечером 29 августа 2023 года около 23 часов местные жители начали сообщать о сильных взрывах в районе деревни Черёха Псковского района. Позже поступили сообщения об автоматной стрельбе трассирующими снарядами. Около 23 часов 50 минут местные жители сообщали о новом сильном взрыве.
После атаки дронов в аэропорту начался пожар вследствие попадания беспилотника в топливозаправочный комплекс.

## Последствия
В ходе атаки украинских беспилотников были уничтожены или повреждены четыре самолёта Ил-76 тяжёлой военно-транспортной авиации Российской Федерации.
31 августа 2023 года были опубликованы спутниковые снимки аэропорта Пскова. На снимках видно, что повреждена поверхность самолётов возле крыльев, скорее всего, дронами пытались попасть в топливные баки, которые находятся в той части самолета.